# Mistrovství Evropy v zápasu ve volném stylu 1980
Mistrovství Evropy v zápasu ve volném stylu mužů proběhlo v roce 1980 v Prievidzi (Československo).

## Muži
| Kategorie | Zlato                | Stříbro              | Bronz                   |
| --------- | -------------------- | -------------------- | ----------------------- |
| 48 kg     | Rumen Jordanov       | Arshak Sanoyan       | Władysław Olejnik       |
| 52 kg     | Nermedin Selimov     | Iragui Shugayev      | Władysław Stecyk        |
| 57 kg     | Gurguen Bagdasarian  | Ivan Cočev           | Aurel Neagu             |
| 62 kg     | Magomedgasan Abushev | Simeon Šterev        | Zoltán Szalontai        |
| 68 kg     | Saipula Absaidov     | Ivan Jankov          | Stanisław Chiliński     |
| 74 kg     | Martin Knosp         | Reinhold Steingräber | Gueorgui Makasarishvili |
| 82 kg     | Ismail Abilov        | Oleg Kaloyev         | Günter Bussarello       |
| 90 kg     | Sanasar Oganisian    | Uwe Neupert          | Christophe Andanson     |
| 100 kg    | Magomed Magomedov    | Slavčo Červenkov     | Harald Büttner          |
| +100 kg   | Petar Ivanov         | Salman Jasimikov     | Adam Sandurski          |